# El diablo en el campanario
El diablo en el campanario (en inglés: The Devil in the Belfry) es un cuento satírico de Edgar Allan Poe. Se publicó por primera vez en 1839.

## Argumento
En un aislado pueblo holandés llamado Vondervotteimittiss (un juego de palabras con la expresión en inglés wonder-what-time-it-is, "me pregunto qué hora es"), los puntillosos habitantes parecen estar preocupados sólo por los relojes y las coles. Este pequeño pueblo metódico, aburrido y tranquilo se ve devastado por la llegada de un joven de carácter diabólico, que toca un gran violín y baja directamente de una colina, entra en el campanario, ataca brutalmente al campanero y hace sonar las trece horas, para horror de los habitantes del pueblo.

## Análisis
El personaje del diablo puede ser visto como el portador del caos en un sistema ordenado. En el contexto de la historia, el diablo es un alborotador que destruye la serenidad de la tradición. Sin embargo, en el hecho de que Poe se burla de las ridículas tradiciones de la ciudad, se puede interpretar que el diablo es una fuerza violenta de cambio, originalidad y creatividad en un entorno por lo demás estancado.
Algunos han afirmado que la historia es una sátira política que se burla del presidente de los Estados Unidos, Martin Van Buren, quien era de ascendencia holandesa como los habitantes de Vondervotteimittis. Sin embargo, aparte de las caricaturas holandesas utilizadas con fines humorísticos, la historia no parece burlarse de ningún objetivo en particular. En A Companion to Poe Studies se señala: "Poe introdujo numerosos detalles para hacer pensar a los contemporáneos en el presidente. Pero la historia no es, por tanto, una sátira política, ya que Poe dijo que tales historias atacan en todas direcciones... Además, el juego literario de Poe, su placer por crear conexiones, parece más importante que cualquier 'objetivo' de sátira".
Los críticos a menudo comparan la historia con otra sátira neoyorquina, Una historia de Nueva York, escrita por Washington Irving bajo el seudónimo de Diedrich Knickerbocker.

## Publicación
La historia se publicó por primera vez en la edición del 18 de mayo de 1839 del Saturday Chronicle and Mirror of the Times de  Filadelfia.
Hay muchas ilustraciones famosas de este cuento corto, incluida una del grabador italiano Alberto Martini, que describe con gran precisión el momento final, y otra del artista belga James Ensor, que ilustra el momento en que el extraño llega a la ciudad.
El diablo en el campanario aparecería un año después de su publicación en Cuentos de lo grotesco y arabesco. Posteriormente el cuento sería incluido en Narraciones extraordinarias, una colección de varios de sus cuentos traducidos al francés y publicados por Charles Baudelaire en 1857.

## Adaptaciones
Entre 1902 y 1911 o 1912, el compositor francés Claude Debussy trabajó en una ópera de un acto basada en el cuento, Le diable dans le beffroi . Esta ópera corta se iba a representar junto con La chute de la maison Usher, otra ópera de un acto basada en La caída de la Casa Usher de Poe. Para su adaptación de El diablo en el campanario, Debussy dijo que quería crear "una feliz mezcla de lo real y lo fantástico". Su versión del diablo, dijo, "pondría fin a la idea de que el diablo es el espíritu del mal. Es simplemente el espíritu de la contradicción". El personaje del diablo no estaba destinado a hablar ni cantar, sólo a silbar.
La historia también fue tema de una ópera del compositor italiano Adriano Lualdi (1885-1971), estrenada en 1925.

## Influencia en la cultura popular
- El título del álbum Beat the Devil's Tattoo (2010) del grupo de rock Black Rebel Motorcycle Club se deriva de una línea de El diablo en el campanario.[4]
- La película Twixt (2011) de Francis Ford Coppola muestra una ciudad con una torre de reloj de siete caras y afirma que Poe escribió su cuento como resultado de su estadía de una noche en la ciudad.